# 飯野雅
飯野雅（日语：飯野 雅，1997年9月29日—）是日本女藝人，為女子團體AKB48 Team 4前成員，東京都出身，所屬經紀公司為YMN

## 經歷
2013年
- 1月19日，AKB48第15期研究生合格。

2014年
- 10月3日，AKB48 Team A公演「戀愛禁止條例」中昇格為正式成員。

2017年
- 10月1日，於劇場公演發表畢業。

2018年
- 1月22日，在井上Yoshimasa（日语：井上ヨシマサ）「神曲縛り」公演中舉行了畢業公演，作為 AKB48 成員的職業生涯結束。
- 6月11日，宣布自同年6月1日起，加入YMN（日语：ワイエムエヌ）。

2024年
- 9月29日，在LAST LIVE中完成了引退儀式。 同月底，離開了所屬事務所YMN（日语：ワイエムエヌ）。

## 人物

### 角色
- 官方昵稱是「Miyabi」。
- 曾在關西地區居住，因此會講一點關西方言。

- 將來的夢想是成為女優或是模特兒[1]。

### 性格、興趣
- 興趣是料理[1][2]。
- 特別擅長運動，有網球、排球及游泳的經歷[1][2]。
- 日本舞從小學四年級學到現在[1]。

## 演出

### 舞台劇
- 《白與黑忘年會》[3]（2017年12月7日－10日；新宿村Live）（與大和田南那、橫島亞衿和岡田彩花等共演）
- 《聚光燈! 2》[4]（2018年4月4日－8日；新宿村Live）（與大和田南那等共演）